# Boletina punctus
Boletina punctus är en tvåvingeart som beskrevs av Garrett 1925. Boletina punctus ingår i släktet Boletina och familjen svampmyggor.
Artens utbredningsområde är British Columbia. Inga underarter finns listade i Catalogue of Life.